# Автопортрет неизвестного
«Автопортрет неизвестного» — советский художественный фильм 1988 года, снятый режиссёром Вячеславом Криштофовичем по сценарию Виктора Мережко на киностудии имени Александра Довженко.
Премьера фильма состоялась в июле 1989 года.

## Сюжет
Бывший инженер, ныне поэт Игорь Белов, живёт в автомобильной коммуне. Он видит фильм о себе, понимает бессмысленность своего существования. Его дочь поджигает коммуну, он остаётся один. Он мчится на своей машине к дереву, но останавливается из-за недостатка бензина. Он возвращается к дочери.

## В ролях
- Александр Збруев — Игорь Николаевич Белов, поэт
- Наталья Негода — Вера
- Елена Константиновская — Лана, дочь Белова
- Анатолий Грачёв — Григорий Семёнович Мануйлов, редактор
- Сергей Полежаев — Дорофеев, профессор
- Леонид Яновский — Лебедев
- Борис Романов — Борис, инженер, друг Белова
- Ира Вишнякова — подруга Ланы
- Константин Карно — Саша Бойко, учений Белова
- Алла Покровская — мать Рябова
- Оксана Маляренко — администратор
- Валентина Ивашёва — билетёр
- Людмила Лобза — буфетчица

## Съёмочная группа
- Режиссёр: Вячеслав Криштофович
- Сценарист: Виктор Мережко
- Операторы: Василий Трушковский, Александр Шигаев
- Художник: Инна Быченкова
- Звукорежиссёр: Юрий Рыков
- Композитор: Вадим Храпачёв